# Гройс, Борис Ефимович
Борис Ефимович Гройс (род. 19 марта 1947[…], Берлин) — советский и немецкий искусствовед, философ, писатель, публицист и славист. Профессор философии, теории искусства, медиа-ведения в Государственной высшей школе дизайна в Карлсруэ, профессор славистики в Нью-Йоркском университете.

## Краткая биография
Родился в Восточном Берлине в семье советского инженера-электротехника, кандидата технических наук Ефима Самойловича Гройса.
- 1965—1971: матмех Ленинградского государственного университета (отделение математической логики)[8]
- 1971—1976: научный сотрудник в ленинградских НИИ
- 1976: переезд в Москву
- 1976—1981: научный сотрудник на кафедре структурной и прикладной лингвистики МГУ
- параллельно участвовал в домашних семинарах по неофициальному искусству
- помещал статьи по культурологии, философии и теории искусства в самиздатских журналах «37», «Часы» и «Обводный канал»
- с 1977 публиковался в «тамиздате»
- в 1980—1981 входил в редколлегию журнала «37»
- Декабрь 1981: переезд в ФРГ[8].
- жил в Мюнхене, затем в Кёльне
- один из основателей (в 1983) религиозно-философского журнала «Беседа».
- 1982—1985: различные научные стипендии в Германии
- 1986—1987: свободный автор в Кёльне
- Зимний семестр 1988: профессор на факультете славистики, Пенсильванский университет, Филадельфия, США.
- Январь 1988 — Сентябрь 1994: преподаватель теории русской культуры, Вестфальский университет имени Вильгельма, Германия.
- Зимний семестр 1991: профессор на факультете славистики и на факультете истории искусства, Университет Южной Калифорнии, Лос-Анджелес, США
- 1992: доктор философии, Вестфальский университет имени Вильгельма.
- с октября 1994: профессор философии, теории искусства, медиа-теории в Государственной высшей школе дизайна в Карлсруэ[нем.], Германия
- Зимний семестр 1996—1997: Fellowship интернационального исследовательского центра наук культуры, Вена (Fellowship des Internationalen Forschungszentrums Kulturwissenschaften (IFK), Wien).
- Март — апрель 1997: Fellowship, Harvard University Art Museum, Cambridge, USA.
- 2010: подписал открытое письмо президенту России в защиту Андрея Ерофеева и Юрия Самодурова[9].
- 2010: назначен куратором Российского павильона на 54-й Венецианской биеннале современного искусства, которая состоялась в 2011. По предложению Бориса Гройса Россию представили Андрей Монастырский и группа «Коллективные действия»[10].

## Книги
- Gesamtkunstwerk Stalin. München — Wien: Hanser Verlag (Edition Akzente), 1988.

Борис Гройс. Gesamtkunstwerk Сталин. — М.: Ad Marginem, 2013. — 168 с. — (Совместная издательская программа с ЦСК «Гараж»). — ISBN 978-5-91103-153-4. Архивировано 21 октября 2014 года.
русс. версия: Утопия и Обмен (Стиль Сталин. О Новом. Статьи). Москва.: Знак, 1993.
франц. версия: Staline. Oeuvre d’art totale. Nimes 1990.
итал. версия: Lo stalinismo ovvero l’opera d’arte totale. Milano 1992.
америк. версия .: The Total Art of Stalinism. Princeton Univ. Press 1992.
япон. версия: Gesamtkunstwerk Stalin. Tokio 2000.
- Дневник философа. «Беседа»- «Синтаксис» Париж: 8, rue Boris Vildé, 92260 Fontenay-aux-Roses, France, 1989.
- (mit Ilja Kabakov) Die Kunst des Fliehens, München -Wien: Hanser Verlag (Edition Akzente), 1991.

(искусство бегства)
русс. версия: Кабаков И., Гройс Б. Диалоги (1990—1994). Москва: Ad Marginem, 1999.
- Zeitgenössische Kunst aus Moskau. Von der Neo-Avantgarde zum Post- Stalinismus. München, 1991.
- Über das Neue. Versuch einer Kulturökonomie. München — Wien: Hanser Verlag (Edition Akzente), 1992.

Taschenbuchausgabe (издание в мягкой обложке): Über das Neue. Fischer Taschenbuch Verlag. Frankfurt a. M. 1999.
франц. версия: Du Nouveau. Nimes. 1995.
русс. версия: О Новом.
исп. версия: Sobre lo nuevo : ensayo de una economía cultural, Editorial Pre-Textos, 2005.
- ВИЗИТ. Роман. Москва.: Obscuri Viri, 1995. 80 стр., тираж 250 экз..
- Die Erfindung Rußlands. München — Wien: Hanser Verlag (Edition Akzente), 1995.

(изобретение россии)
- (mit I. Kabakov). Die Kunst der Installation. München — Wien: Hanser Verlag (Edition Akzente), 1996.

(искусство инсталляции. диалоги с И. Кабаковым)
- Logik der Sammlung. München — Wien: Hanser Verlag (Edition Akzente), 1997.

(логика собрания)
- Kunst-Kommentare. Passagen: Wien, 1997.

русс. версия: «Комментарии к искусству». Издательство «Художественный журнал», 2003.
- Unter Verdacht. Eine Phänomenologie der Medien. München — Wien: Hanser Verlag, 2000.

русс. версия: Под подозрением: Феноменология медиа. (перевод с нем. Андрея Фоменко). Художественный Журнал: Москва, 2006 г. 200c. Обычный формат.
исп. версия: Bajo sospecha. Traducción de Manuel Fontán del Junco y Alejandro Martín Navarro. Pre-Textos. Valencia, 2008. 300 páginas.
- Politik der Unsterblichkeit. Vier Gespräche mit Thomas Knöfel. München — Wien: Hanser Verlag (Edition Akzente), 2002.

(политика бессмертности. четыре разговора с Томасом Кнёфелем)
франц. версия: Politique de l’immortalite. Quatre entretien avec Thomas Knoefel. (перевод: Olivier Mannoni), Maren Sell Editeers, Paris, 2005.
исп. версия: Politica De La Inmortalidad, KATZ EDITORES S.A., 2008.
- Искусство утопии (Gesamtkunstwerk Сталин. Комментарии к искусству). Художественный журнал: Москва, 2003.
- 14. Topologie der Kunst. München — Wien: Hanser Verlag (Edition Akzente), August 2003.

(топология искусства)
- Die Muse im Pelz. Graz: Literaturverlag Droschl, August 2004.

(муза в мехах)
- Das kommunistische Postskriptum, Suhrkamp Verlag, Frankfurt am Main, Mai 2005.

русс. версия: Коммунистический постскриптум. (перевод с нем. Андрея Фоменко), Ad Marginem, Москва, 2007. 128 с., тираж 1000 экз.
франц. версия: Le post-scriptum communiste, (перевод: Olivier Mannoni), Libella-Maren Sell, Paris, 2008.
итал. версия: Post scriptum comunista. Meltemi, Roma, 2008, pp. 95
голл. версия: Het communistische postscriptum, Uitgeverij IJzer, Utrecht, 2009
англ. версия: The Communist Postscript. Verso Books, London — Brooklyn, NY, 2010
- Ilya Kabakov. The Man Who Flew into Space from His Apartment. Afterall / MIT Press. London 2006.

(человек улетевший в космос из своей квартиры)
- Groysaufnahme. Philosophische Gedanken zum Kino. Köln: Schnitt — der Filmverlag, 2007.

(groys-запись. философские мысли к кино)
- Die Kunst des Denkens. Herausgegeben und mit einem Nachwort von Peter Weibel. Fundus Band 169. Oktober 2007.

(искусство мышления. издание и послесловие петер вайбель)
- Boris Groys, Art Power, MIT Press, 2008.
- Einführung in die Anti-Philosophie. München — Wien: Hanser Verlag (Edition Akzente), 2009.

(введение в анти-философию)
- Wait to Wait. Boris Groys, Andro Wekua. A Conversation. JRP|Ringier, Zurich, 2009

## Издательская деятельность
- Fluchtpunkt Moskau. Cantz Verlag. Stuttgart. 1994.

(точка схода / бегства москва)
- Kierkegaard. Schriften. Diederichs: München, 1996.
- Die Neue Menschheit. Biopolitische Utopien in Russland zu Beginn des 20. Jahrhunderts (mit Michael Hagemeister), Suhrkamp Verlag: Frankfurt am Main, Oktober 2005.

(новое человечество, биополитические утопии в россии начала 20. века)
- Am Nullpunkt. Positionen der russischen Avantgarde, (mit Aage Hansen-Löve) Suhrkamp Verlag: Frankfurt am Main, Oktober 2005

(на нулевой точке, позиции русского авангарда)
- Zurück aus der Zukunft. Osteuropäische Kulturen im Zeitalter des Postkommunismus, (mit Anne von der Heiden), Suhrkamp Verlag: Frankfurt am Main, Oktober 2005

(назад из будущего, восточноевропейские культуры в эпоху посткоммунизма)

## Художественные работы
- Art Judgement Show. Film- und Videoinstallation, Ljubljana: Moderna Galerija 2001; Brüssel: Roomade 2002, Berlin: Podewil 2002.
- Iconoclastic Delights. Filmessay, Karlsruhe: ZKM (Ausstellung «Iconclash» 2002)
- Traumfabrik Kommunismus- Die visuelle Kultur der Stalinzeit, Frankfurt am Main, Kunsthalle Schirn, 2003. Выставка.
- Medium Religion. ZKM Karlsruhe. Museum fuer Neue Kunst. 23.11.1008 — 19.04.2008. Выставка.

## Статьи
- Философ после конца истории // Ускользающий контекст. Русская философия в постсоветских условиях. — М.: Ad Marginem, 2002. — С. 147—160.
- Поиск русской национальной идентичности // Вопросы философии. — 1992. — № 9. — С. 52-60.
- Ленин и Линкольн — образы современной смерти // Борис Гройс. Утопия и обмен. — М.: 1993. — С. 353—356
- «Журнальный зал» / Б. Гройс // 5 статей и беседа с ним.
- Под взглядом теории // Борис Гройс. Политика поэтики. — М.: Ad Marginem, 2012.

## CD
- Die Illusion des Endes — Das Ende der Illusion (Иллюзия конца — конец иллюзии), Jean Baudrillard & Boris Groys, suppose, 1998.
- Im Namen des Mediums (От имени медиума), suppose 2004.

## DVD
- Boris Groys. Thinking in Loop, 1 DVD-Video

Drei Videos über das Ikonoklastische, Rituelle und Unsterbliche. Hrsg. ZKM/Zentrum für Kunst u. Medientechnologie Karlsruhe. Dtsch.-Engl. 57 Min.
(три фильма об иконоклазме, ритуале и бессмертности)